# ايفان آدامز
ايفان آدامز هو كاتب مسرحي وممثل كندي، ولد في 15 نوفمبر 1966.

## وصلات خارجية
- ايفان آدامز على موقع IMDb (الإنجليزية)
- ايفان آدامز على موقع ألو سيني (الفرنسية)
- ايفان آدامز على موقع أول موفي (الإنجليزية)
- ايفان آدامز على موقع إن إن دي بي (الإنجليزية)
- ايفان آدامز على موقع قاعدة بيانات الفيلم (الإنجليزية)
- ايفان آدامز على موقع كينوبويسك (الروسية)